# San Michele Mondovì
San Michele Mondovì – miejscowość i gmina we Włoszech, w regionie Piemont, w prowincji Cuneo.
Według danych na rok 2004 gminę zamieszkiwało 2070 osób, 115 os./km².